# Aín Kesab
Aín Kesab (en árabe: عيون القصب‎) es una localidad marroquí perteneciente al municipio de Dar Chauí, en la región de Tánger-Tetuán-Alhucemas. Desde 1912 hasta 1956 perteneció a la zona norte del Protectorado español de Marruecos.